# Boarmia veriscleora
Boarmia veriscleora là một loài bướm đêm trong họ Geometridae.